# Metropolitano de Gwangju
O Metrô de Gwangju é um sistema de metropolitano que serve a cidade sul-coreana de Gwangju. Iniciou suas operações em 2004, tornando-se a 5ª cidade da Coreia do Sul à possuir linha de metrô. Operado pela Gwangju Metropolitan Rapid Transit Corporation , a linha 1 atravessa o centro da cidade na direção leste-oeste e possui 20,1 quilômetros ligando as estações Nokdong e Pyeongdong.

## História
Idealizado na década de 1990, as obras do metrô de Gwangju foram iniciadas em 28 de agosto de 1996. Após vários anos de atraso o primeiro trecho (Nokdong - Sangmu) seria inaugurado em 28 de abril de 2004. O projeto original da linha (Nokdong - Pyeongdong) teve suas obras concluídas no primeiro semestre de 2008, sendo o trecho restante (Sangmu - Pyeongdong) inaugurado em 11 de abril.

## Ampliação

### Linha 1
O governo da cidade de Gwangju possui um plano de ampliação da Linha 1. A linha seria ampliada  ao sul em Hwasun e ao norte em Naju. Recentemente a Presidential Committee on Balanced National Development prometeu incluir o projeto de ampliação da linha 1 no seu orçamento.

### Linha 2
- Linha Anel ferroviário (27,4 km): Baekun Square - Namgwangju (integração com a linha 1) - Gwangjuyeok Protagonist- Terminal - City Hall - Comercial - Baekun Square - Byocheonyeok[2]

### Linha 3
- Linha Sul-Norte (20,3 km): Hyocheonyeok - Baekun Square - Namgwang protagonist - Stock - Gwangjuyeok - Chonnam National University - 1 to - Bonchongongeopdanji - High-tech district[2]

## Estações (Linha 1)
| Nº  | Estação                              | Inauguração         | Integração           | Posição     |
| --- | ------------------------------------ | ------------------- | -------------------- | ----------- |
| 100 | Nokdong                              | 28 de abril de 2004 |                      | subterrânea |
| 101 | Sotae                                | 28 de abril de 2004 |                      | subterrânea |
| 102 | Hakdong·Jeungsimsa                   | 28 de abril de 2004 |                      | subterrânea |
| 103 | Namgwangju                           | 28 de abril de 2004 |                      | subterrânea |
| 104 | Culture Complex                      | 28 de abril de 2004 |                      | subterrânea |
| 105 | Geumnamno 4-ga                       | 28 de abril de 2004 |                      | subterrânea |
| 106 | Geumnamno 5-ga                       | 28 de abril de 2004 |                      | subterrânea |
| 107 | Yangdong Market                      | 28 de abril de 2004 |                      | subterrânea |
| 108 | Dolgogae                             | 28 de abril de 2004 |                      | subterrânea |
| 109 | Nongseong                            | 28 de abril de 2004 |                      | subterrânea |
| 110 | Hwajeong                             | 28 de abril de 2004 |                      | subterrânea |
| 111 | Ssangchon                            | 28 de abril de 2004 |                      | subterrânea |
| 112 | Uncheon (Honam University)           | 28 de abril de 2004 |                      | subterrânea |
| 113 | Sangmu                               | 28 de abril de 2004 |                      | subterrânea |
| 114 | Kimdaejung Convention Ceuter(Mareuk) | 11 de abril de 2008 |                      | subterrânea |
| 115 | Airport                              | 11 de abril de 2008 | Aeroporto de Gwangju | subterrânea |
| 116 | Songjeong Park                       | 11 de abril de 2008 |                      | subterrânea |
| 117 | Songjeongni Station                  | 11 de abril de 2008 | Honam Line (KTX)     | subterrânea |
| 118 | Dosan                                | 11 de abril de 2008 |                      | subterrânea |
| 119 | Pyeongdong                           | 11 de abril de 2008 |                      | elevada     |